# The World Is a Ghetto
Az 1972-es The World Is a Ghetto a War ötödik nagylemeze. Az album a Billboard albumlistájának élére került, és 1973-ban a legeladottabb album volt. 2003-ban 449.lett a Rolling Stone magazin Minden idők 500 legjobb albuma listáján. Szerepel továbbá az 1001 lemez, amit hallanod kell, mielőtt meghalsz című könyvben.
Az album mellé két kislemez jelent meg: The World Is a Ghetto (B-oldalán a Four Cornered Room-mal) és The Cisco Kid (B-oldalán a Beetles in the Bog-gal). A borítót Howard Miller rajzolta.

## Az album dalai
|    | Cím                   | Szerző(k) | Hossz |
| -- | --------------------- | --------- | ----- |
| 1. | The Cisco Kid         | War       | 4:35  |
| 2. | Where Was You At      | War       | 3:25  |
| 3. | City, Country, City   | War       | 13:18 |
| 4. | Four Cornered Room    | War       | 8:30  |
| 5. | The World Is a Ghetto | War       | 10:10 |
| 6. | Beetles in the Bog    | War       | 3:51  |

## Helyezések

### Album
| Év   | Lista                | Helyezés |
| ---- | -------------------- | -------- |
| 1972 | Billboard 200        | 1        |
| 1972 | Billboard R&B Albums | 1        |

### Kislemezek
| Év   | Kislemez              | Lista                 | Helyezés |
| ---- | --------------------- | --------------------- | -------- |
| 1973 | The Cisco Kid         | Billboard Hot 100     | 2        |
| 1973 | The Cisco Kid         | Billboard R&B Singles | 5        |
| 1973 | The World Is a Ghetto | Billboard Hot 100     | 7        |
| 1973 | The World Is a Ghetto | Billboard R&B Singles | 5        |

## Közreműködők
- Howard Scott – gitár, ütőhangszerek, ének
- B.B. Dickerson – basszusgitár, ütőhangszerek, ének
- Lonnie Jordan – orgona, zongora, ütőhangszerek, ének
- Harold Brown – dob, ütőhangszerek, ének
- Papa Dee Allen – konga, bongo, ütőhangszerek, ének
- Charles Miller – klarinét, alt-, tenor- és baritonszaxofon, ütőhangszerek, ének
- Lee Oskar – szájharmonika, ütőhangszerek, ének

## Fordítás
Ez a szócikk részben vagy egészben a The World Is a Ghetto című angol Wikipédia-szócikk ezen változatának fordításán alapul.  Az eredeti cikk szerkesztőit annak laptörténete sorolja fel. Ez a jelzés csupán a megfogalmazás eredetét és a szerzői jogokat jelzi, nem szolgál a cikkben szereplő információk forrásmegjelöléseként.